# Association de Conciliation Internationale
L'Association de Conciliation Internationale est créée par Paul d'Estournelles de Constant en 1905. Elle a pour but d'améliorer la médiation entre les pays (surtout entre l'Europe et les États-Unis). Elle agit pour sensibiliser, par des voies détournées, les opinions publiques nationales à l'entente avec des pays étrangers et leurs cultures en vue de faciliter la coopération avec ces derniers. L'association milite pour le désarmement et pour l'arbitrage des conflits internationaux par le droit (arbitrage qui se développe avec les conférences de la Haye). Le but de l'association est l'entente internationale. Son action dans les relations internationales s'apparente à ce que l'on nomme de nos jours la médiation internationale. Cette association est en lien avec d'autres organismes aux buts similaires comme l'union interparlementaire internationale ou la fondation Carnegie pour la paix. Elle est l'un des ancêtres conceptuels de la SDN à laquelle elle joint ses efforts dans les années 1920.

## Fondation et principales caractéristiques
La Conciliation internationale a été fondée le 10 décembre 1905 par le comte Paule d'Estournelles de Constant. Elle avait son siège à Paris, 119, rue de la Tour, XVIe arrondissement. Cependant un "comité de conciliation internationale" se forme dès 1904 par conversion des "comités de défense des intérêts nationaux".
Elle se définit comme une « Société de défense des Intérêts Nationaux par le rapprochement des peuples ». Sa devise est : « Pro patria per orbis Concordium » ce qui signifie à peu près "Pour des patries en accord dans le monde".
L'association de Conciliation internationale publie un compte rendu de ses actions, objectifs et pensées dans un bulletin trimestriel appelé "Bulletin de conciliation internationale" de 1906 à 1925.

## Fin et recomposition
En 1925, Jean Efremoff, membre de l'association, définit ce qu'est la médiation internationale : « La médiation, ce procédé de règlement pacifique des conflits internationaux, peu connu et mal apprécié malgré ses grandes qualités, est appelé à jouer un rôle de tout premier ordre dans les relations internationales. À mesure que la compréhension de la solidarité, et de l’interdépendance de tous les pays civilisés pénètre dans la conscience des peuples, il devient urgent et d’une importance capitale de créer l’organisation technique de la médiation, une organisation mondiale, mais dépourvue de caractère gouvernemental. En 1815, sir James Mackintosh a donné une définition de la médiation dans un discours prononcé au Parlement. « Le médiateur, a-t-il dit, est un ami commun qui donne des conseils aux deux Parties ; le poids de ses conseils est proportionné à la confiance qu’Elles ont en son intégrité et à leur respect de sa puissance ».
À la suite de cette définition, l'association décide de se muer en convention relative à l'organisation de la médiation internationale en lien avec la Société des Nations. Cette convention a pour finalité l'institution d'un organisme de médiation internationale.

## Membres la constituant

### Président fondateur
Paul Henri Benjamin Balluet d'Estournelles de Constant.

### Présidents d’honneurs
Léon Bourgeois, Philippe Berthelot.

### Secrétaire général
- Secrétaire général français : Pierre Jaudon, docteur en Droit[12].
- Secrétaires généraux étrangers : Friedrich Wilhelm Foerster en Allemagne, E. Giretti en Italie, T. Miyaoka au Japon, B. Oliver y Esteller en Espagne[12].

### Conseils de direction
- Conseil de direction français : membres notables[13] (non exhaustif) : Henri Bergson, Marie Adolphe Carnot, Alfred Weiss, Claude Monet, Henri Poincaré, Paul Vidal de la Blache, Ernest Lavisse, Sully Prudhomme.
- Pays étranger possédant un conseil de direction[14] : Allemagne, Argentine, Autriche, Bolivie, Brésil, Belgique, Bulgarie, Canada, Chili, Chine, Colombie, Cuba, Danemark, Équateur, Espagne, États-Unis (dont Andrew Carnegie est membre), Grande-Bretagne, Grèce, Hongrie, Italie, Japon, Luxembourg, Mexique, Norvège, Pays-Bas, Pérou, Perse, Portugal, Roumanie, Russie, Serbie, Siam, Suède, Suisse, Turquie, Uruguay.

### Trésorier
Albert Kahn qui s'établissait au 102 rue de Richelieu à Paris.

### Membres d’honneurs
Membres d'honneurs remarquables (non exhaustif) : Chambres de commerces des grandes villes françaises, École des hautes études commerciales, Fédération nationale de la mutualité française, institut international de la paix.

## Objectifs et moyens d'action
Selon ses propres dires : « L'Association, dite Conciliation Internationale, a pour objet de développer la prospérité nationale a la faveur des bonnes relations internationales, et d'organiser ces bonnes relations sur une base permanente et durable.
Les principaux moyens d'action par lesquels elle se propose de réaliser son œuvre sont les suivants : Éducation de l'opinion. Développement de l'arbitrage. Rectification des informations tendancieuses. Revue Internationale. Publications, conférences, congrès, auditions, expositions. Diffusion des langues étrangères, Échange de visites internationales entre Parlements, commerçants, étudiants, associations scientifiques, artistiques, ouvrières, professionnelles. Missions et expéditions scientifiques. Fondation de prix et de bourses de voyage. Échange international d'enfants, d'élèves, de professeurs, d'ouvriers. Création, en dehors de tout esprit de parti, d'une Maison des étrangers, centre de relations entre les personnalités d'élite du monde entier. ».
Il est également notable de remarquer que, dans le même ordre d'idées, l'association milite et réfléchie à la conception d'une organisation de la "société des États", sorte de brouillon intellectuel de la Société des Nations qui naitra après la Grande Guerre et à laquelle l'association de Conciliation internationale se mêlera. D'ailleurs, Léon Bourgeois, durant les débats constitutifs de l'ancêtre de l'ONU, évoque l'influence de Paul d'Estournelles de Constant dans le processus de création de la SDN. Le lien idéel et conceptuel entre les deux organisations est évident. D'ailleurs, comte Paul d'Estournelles de Constant a participé activement aux débats constitutifs de la SDN.

## Exemples de son action et de son influence
- Le Bureau de l'association envoie une lettre au président Théodore Roosevelt en 1905 avec  "un exemplaire de la première édition des Mémoires de Sully contenant l'exposé du grand dessein de Henri IV" et le priant "de le (Théodore Roosevelt) classer parmi ses archives de famille"[18]. Le Président Roosevelt y répond comme suit : « Mon cher Monsieur d'Estournelles, Je suis très touché, très heureux du fait que votre Groupe Parlementaire et le Comité que vous présidez, et qui ont pour spéciale fonction de servir la cause de l'Arbitrage et de la Conciliation Internationale m'ont envové les Mémoires de Sullly."[18]. Il vente ensuite la grandeur d’Henri IV et de Sully et se dit pressé de voir l'association du côté ouest de l'atlantique[19]. Cette pratique bien la volonté de se faire un réseau international choisi au sein des élites.
- L'association de conciliation internationale fonde à Paris le 1er janvier 1912 le Bureau européen de la fondation Carnegie dirigé par Jules Prudhommeaux qui se situe 24 rue Pierre Curie à Paris et ce gratuitement selon la conciliation internationale qui se dit indépendante de la dotation Carnegie « comme une fille mariée est indépendante de sa mère »[3]. Elle vient aussi en aide à cette même fondation Carnegie[3].
- Pour améliorer l'entente entre les pays en habituant les opinion publiques à cette entente l'association utilise la presse en faisant passer ses messages de manière indirecte. Ainsi elle déclare utiliser des journaux comme Le Temps et  La Revue pour ouvrir l'opinion française à la culture d'autres pays sous "la forme, non suspecte, d'impression de voyage"[20].

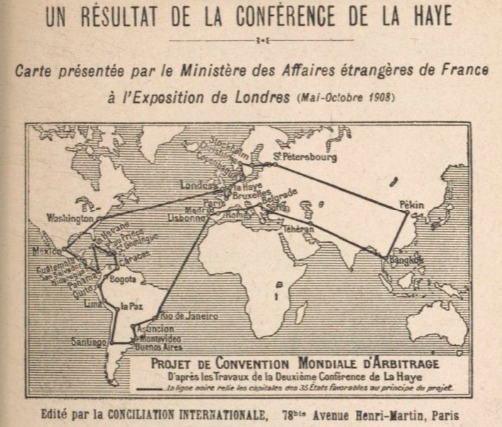
Carte de l'extension du projet de convention mondiale d'arbitrage présenté par le MAE à l'exposition de Londres de 1908, publiée dans le Bulletin de Concliation internationale d'avril 1912.

- L'association milite et agit pour l'arbitrage des conflits internationaux par le droit. Cet intérêt pour l’arbitrage international est visible par son intérêt pour les conférences de La Haye[21]. Elle prétend aussi avoir agi pour l'arbitrage international et avoir influé sur les événements liés aux tensions franco-allemandes de 1911 à la suite du coup d'Agadir en vue d’arriver à un accord entre les deux partis[22].Carte de l'extension du projet de convention mondiale d'arbitrage présenté par le MAE à l'exposition de Londres de 1908, publiée dans le Bulletin de Concliation internationale d'avril 1912[21].
- L'association milite et agit également pour la limitation des armements[2].
- L'association de conciliation internationale prétend influer sur le groupe parlementaire français et donc, par ce biais-ci, sur l'union interparlementaire internationale en préparant les participations et donc interventions de ce groupe français[23].
- Lorsqu'elle décrit ses moyens d'actions et son réseau d'influence, l'association de conciliation internationale dit ; écrire pour, et, être aidé, par des amis "centuplant leurs actions" en prêtant leurs "jardins des mille et une nuits", leur maison, yacht, parc ou places à l'opéra[24]. Basé sur ce réseau disséminé dans plusieurs lieux de décisions, l'association se vante d'organiser des manifestations et de soumettre des publications "dont la préparation est d'autant plus parfaite qu'elle ne transparaît pas."[25]. L'association pacifiste cite d'ailleurs les lieux principaux où ses réseaux sont présents : elle parle du Sénat, de la chambre des députés, du ministère des affaires étrangères, de l'Automobile-club, de l’Aéro-club et de la ligue aérienne[25].